# Ratusz w Rostarzewie
Ratusz w Rostarzewie – zabytkowy, późnobarokowy budynek w Rostarzewie, pełniący niegdyś rolę ratusza i komory celnej.
Ratusz został wybudowany w 1768 roku. 
Budynek został wybudowany z przejazdem pośrodku parterowej kondygnacji, który pełnił rolę komory celnej. Wyróżnia go rzadko spotykany w budynkach tego typu czterospadowy dach kryty gontem, z którego wyrasta kwadratowa wieżyczka, także kryta deszczułką. Na wieżyczce umieszczono zegar, a zwieńczono ją iglicą z gwiazdą. Piętro jest oddzielone od parteru gzymsem kordonowym. 
Gruntownie odrestaurowany w 2015 roku. Przepadł jednak mechanizm zabytkowego zegara, zdemontowany wiele lat przed remontem.

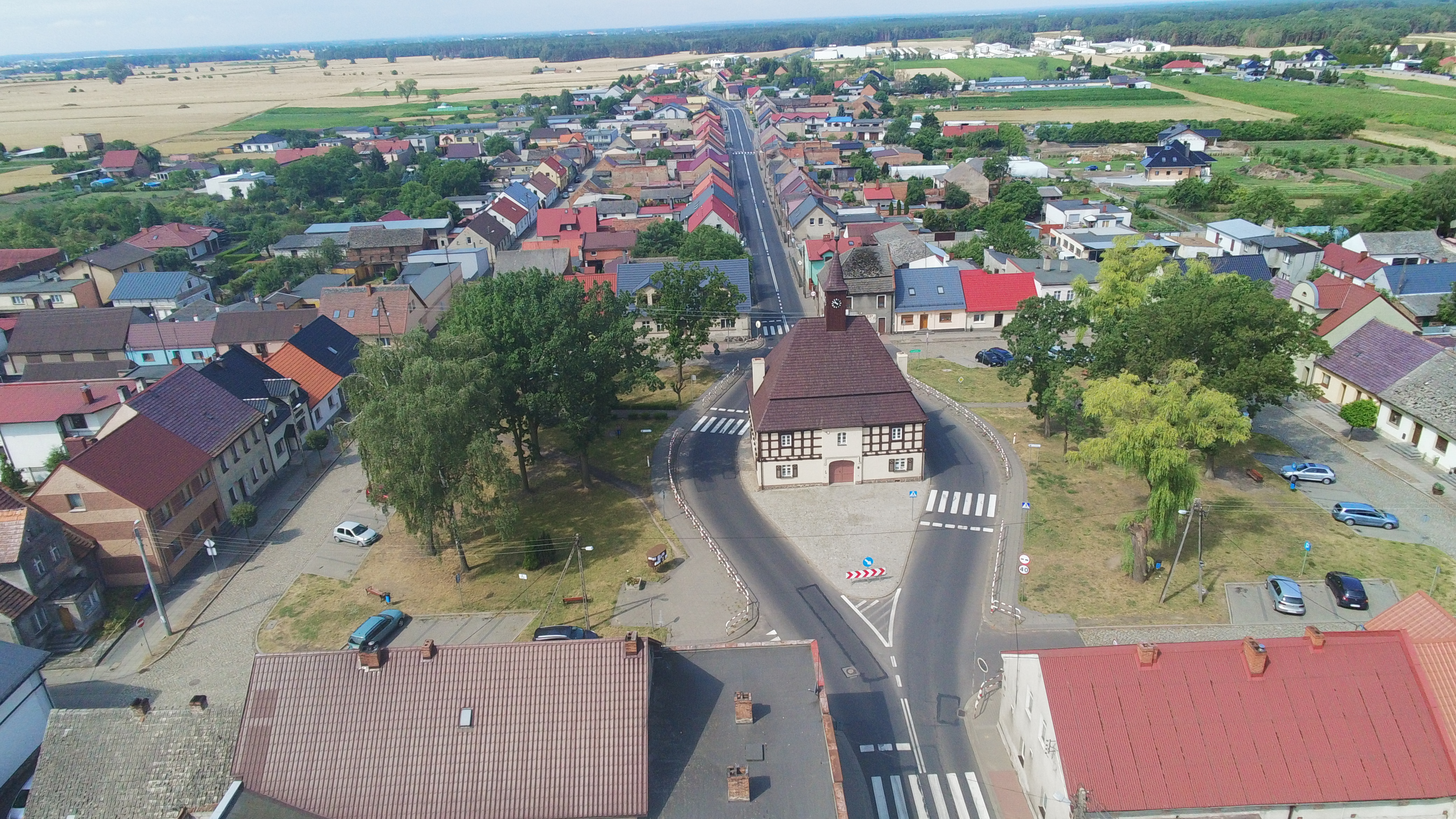
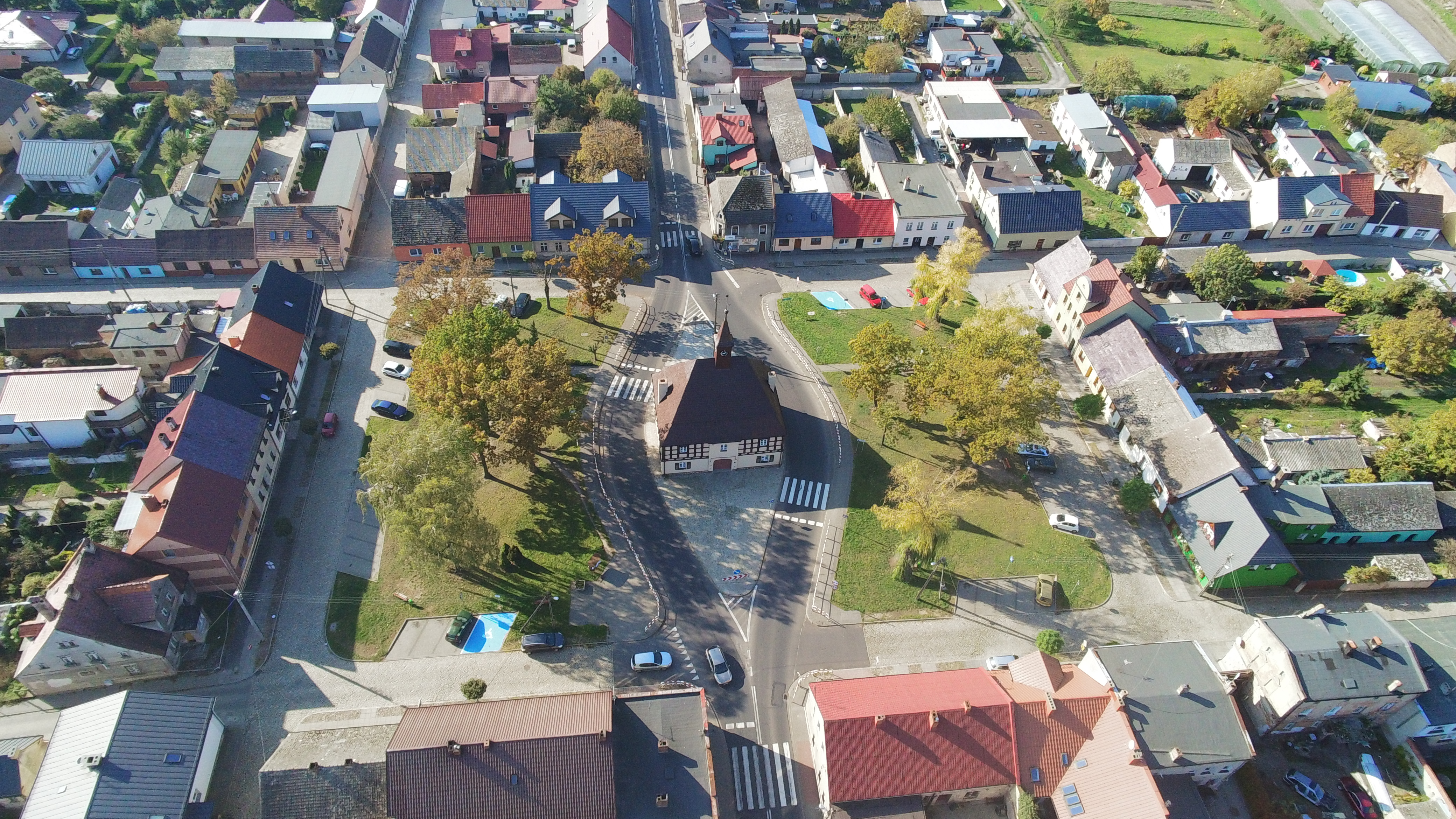
Zdjęcie z lotu ptaka, październik 2019